# Nina Companeez
Nina Companeez, pseudoniem van Nina Hélène Kompaneyetz, (Boulogne-Billancourt, 26 augustus 1937 – Parijs, 9 april 2015) was een Franse filmregisseur en scenarist. Ze maakte films voor het grote en het kleine scherm.

## Leven en werk

### Afkomst
Nina Companeez was de dochter van Jacques Companeez, een scenarist van Joods-Russische afkomst. Haar vader moest op 17-jarige leeftijd zijn geboortestreek Oekraïne ontvluchten omwille van het opkomende antisemitisme. Daarop verhuisde hij naar Duitsland waar hij werkzaam was als filmscenarioschrijver. Ruim tien jaar later, in 1936, vestigde de familie Companeez, op de vlucht voor het nazisme, zich in Parijs.

### Scenarioschrijfster voor Michel Deville
Als dochter van een succesrijk en productief scenarist kon Nina Companeez haar filmcarrière al aanvangen in 1956. Ze was eerst werkzaam als monteur. Michel Deville deed een beroep op haar om samen het scenario te schrijven voor zijn eerste film, de komedie Ce soir ou jamais (1961). Dit werd het begin van een vruchtbare samenwerking (1961-1971) waar zij zijn vaste coscenarist werd voor twaalf speelse fantasierijke komedies. Ze droeg aardig bij tot zijn reputatie van filmmaker die op een verfijnde en elegante wijze de verhoudingen tussen mannen en vrouwen kon schetsen. Hun laatste samenwerking, het historisch drama Raphaël ou le Débauché (1971) werd Devilles eerste belangrijke succes.

### Filmregisseur
Companeez besloot in 1971 haar eigen weg te gaan en debuteerde als filmregisseur met de komedie Faustine et le Bel Été. Drie andere komische films volgden maar behaalden weinig succes.

### Televisie
Op het einde van de jaren zeventig begon ze voor de televisie te werken. Ze had er meer geluk dan met haar speelfilms. Ze maakte televisiefilms en -series die veel bijval genoten. Voor haar driedelige televisiefilm Voici venir l'orage... (2008) vond ze de inspiratie in het verhaal van haar eigen familie.
Zij is de zus van operazangeres (contra-alt) Irène Companeez en de moeder van actrice Valentine Varela.
Ze overleed in 2015 op 77-jarige leeftijd aan kanker in Parijs.

## Filmografie

### Regisseur

#### Lange speelfilms
- 1971 - Faustine et le bel été
- 1973 - L'Histoire très bonne et très joyeuse de Colinot trousse-chemise
- 1977 - Comme sur des roulettes
- 1994 - Je t'aime quand même

#### Televisie (selectie)
- 1979 - Les Dames de la côte (vijfdelige miniserie)
- 1982 - Le Chef de famille
- 1983 - Deux amies d'enfance
- 1995 - L'Allée du roi (tweedelige film)
- 2007 - Voici venir l'orage... (driedelige film)
- 2011 - À la recherche du temps perdu (film naar Marcel Proust)
- 2013 - Le Général du Roi (film naar Daphne du Maurier)

### Actrice
- 1967 - Benjamin ou les Mémoires d'un puceau (Michel Deville)
- 1969 - Bye bye, Barbara (Michel Deville)
- 1970 - L'Ours et la Poupée (Michel Deville)

### Scenarioschrijfster van films van Michel Deville behalve indien anders vermeld
- 1961 - Ce soir ou jamais
- 1962 - Adorable Menteuse
- 1963 - À cause, à cause d'une femme
- 1963 - L'Appartement des filles
- 1964 - Lucky Jo
- 1966 - On a volé la Joconde
- 1966 - Martin soldat
- 1967 - Tendres requins
- 1967 - Benjamin ou les Mémoires d'un puceau
- 1969 - Bye bye, Barbara
- 1970 - L'Ours et la Poupée
- 1971 - Raphaël ou le débauché
- 1995 - Le Hussard sur le toit (Jean-Paul Rappeneau)

## Toneel
- 1984: Le Sablier van Nina Companeez, in eigen regie

## Opera (regie)
- 1989: Le Postillon de Lonjumeau (opéra comique van Adolphe Adam)